# کلرواستیل کلرید
کلرواستیل کلرید (به انگلیسی: Chloroacetyl chloride) یک ترکیب شیمیایی با شناسه پاب‌کم ۶۵۷۷ است. شکل ظاهری این ترکیب، مایع بی‌رنگ است.